# (1855) Korolev
(1855) Korolev es un asteroide perteneciente al cinturón de asteroides descubierto el 8 de octubre de 1969 por Liudmila Ivanovna Chernyj desde el Observatorio Astrofísico de Crimea, Naúchni.

## Designación y nombre
Korolev fue designado al principio como 1969 TU1.
Posteriormente, se nombró en honor del ingeniero soviético Serguéi Koroliov (1907-1966).

## Características orbitales
Korolev orbita a una distancia media del Sol de 2,247 ua, pudiendo acercarse hasta 2,058 ua. Tiene una inclinación orbital de 3,079° y una excentricidad de 0,08423. Emplea 1231 días en completar una órbita alrededor del Sol.